# Philip Corbet
Philip Corbet (Shrewsbury, 1801. – Southampton, 1877. július 18.) 19. századi angol portréfestő.

## Életútja
1821-ben a Royal Academy of Schools tanítványa lett. Itt ismerkedett meg Thomas Carline shropshire-i szobrásszal, akinek lánytestvérét, Jane-t vette feleségül 1832. május 14-én. Még iskolai évei alatt készült el portréja, az iskola igazgatójának, Martin Archer Sheének köszönhetően. 1830-ban Carline társaságában Németalföldre utazott. A haarlemi Teylers Múzeum ekkor szerezte meg négy festményét (két női- és két férfiportré) a gyűjteménye számára.
Művei láthatók még a shrewsbury-i múzeumban (Shrewsbury Museum & Art Gallery) is. Portrékat, zsánerképeket festett.

## Jegyzetek

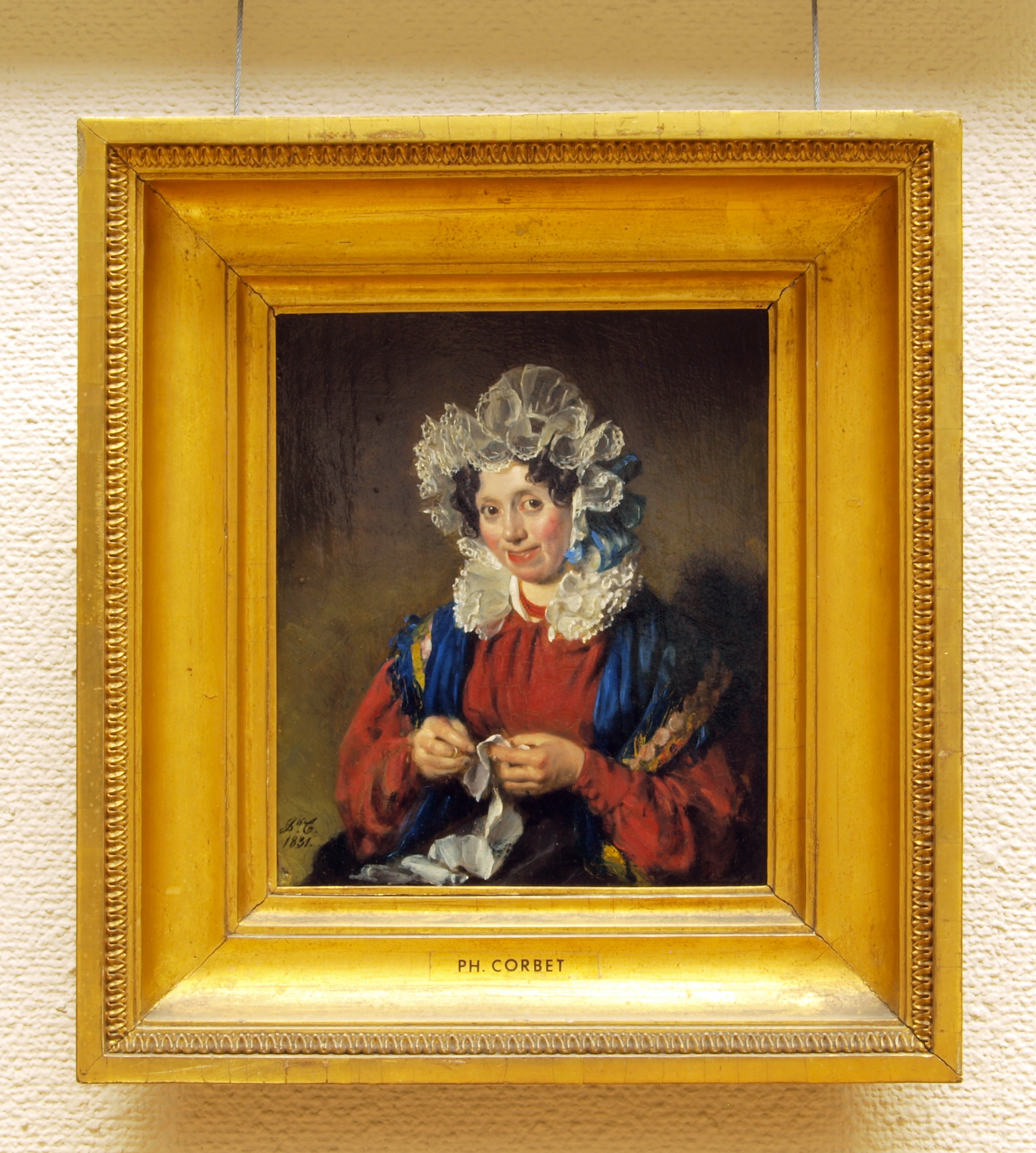
Hölgy portréja